# クラウス・シュテルン
クラウス・シュテルン（Klaus Stern, 1932年1月11日 - 2023年1月5日）は、ドイツの憲法学者。代表的著作の『国法学』（全5巻）は、ドイツにおける憲法学の基本的文献の一つとされており、日本語にも抄訳されている。

## 経歴
ドイツ南部バイエルン州のニュルンベルクに生まれ、1951年から1955年、エアランゲン大学とミュンヘン大学にて学んだ。1956年、博士論文「法解釈と連邦憲法裁判所の解釈原則」により、ミュンヘン大学で法学博士号を得た。
1961年に教授資格請求論文「経済憲法とエネルギー経済法」により、ミュンヘン大学にて教授資格を所得し、翌1962年にベルリン自由大学より正教授として招聘された。
1967年、ハンス・ペータースの後任者としてケルン大学で正教授に就任、1969年から1971年は同大学法学部学部長、1971年から1973年は学長も務めた。1976年から2000年まではノルトライン・ヴェストファーレン州憲法裁判所の判事も兼任していた。1997年、ケルン大学を退職。
2006年、日本学士院により客員に選定され、2009年には慶應義塾大学法学部より名誉博士号が授与された。

## 業績
主著である『国法学』をはじめとして、著作・論文はドイツ憲法学のほぼすべての分野に及んでおり、ドイツの公法学に大きな影響を及ぼしている。また、来日講演も数多く行っており、日本の公法学者にも影響を及ぼしている。

## 主著
『ドイツ連邦共和国国法学』(Das Staatsrecht der Bundesrepublik Deutschland) 全5巻
- 第I巻：『国法の基本概念、憲法の構造原理』（初版1977年、第2版1984年）
- 第II巻：『国家機関、国家作用、財政・予算、緊急事態憲法』（1980年）
- 第III巻：『基本権総論』（第1分冊：1988年/第2分冊：1994年）
- 第IV巻：『基本権各論』（第1分冊：1999年/第2分冊：2011年）
- 第V巻：『ドイツ憲法史』（1999年）

執筆は基本的にシュテルン自身によるが、第III巻・第IV巻の一部は、ミヒャエル・ザックス、ヨハネス・ディートラインによる執筆である。日本語訳も井上典之ほかの編訳により『シュテルン ドイツ憲法 I・II』（信山社、2009年）として出ているが、本書のうち日本の憲法学にとって特に重要と考えられる部分の抄訳である。